# 日本棋院第一位決定戦
日本棋院第一位決定戦（にほんきいんだいいちいけっていせん）は、日本の囲碁の棋戦。前身の日本棋院最高段者トーナメント戦から発展解消して1959年に開始。1年半で1期、1968年まで7期行われ、全日本第一位決定戦に発展解消する（後に碁聖戦）。
- 主催 新聞囲碁連盟（北海時報、河北新聞、北陸新聞、富山新聞、京都新聞、中国新聞、高知新聞、新愛媛新聞、熊本日日新聞、南日本新聞）

最終第7期第一位の大竹英雄は、全日本第一位決定戦の第1期にトーナメント優勝者の挑戦を受けた。

## 方式
- 参加棋士は日本棋院所属の五段以上。
- 第1-2期はトーナメント方式で決勝三番勝負。
- 第3-7期は、前期優勝者がトーナメント優勝者と挑戦手合三番勝負を行う。
- コミは4目半。持時間は5時間。

## 歴代優勝者と決勝戦
（左が優勝者）
1. 1959年 藤沢秀行 2-0 宮下秀洋
2. 1961年 坂田栄男 2-1 高川秀格
3. 1963年 坂田栄男 2-0 高川秀格
4. 1964年 坂田栄男 2-0 大平修三
5. 1965年 坂田栄男 2-1 大平修三
6. 1967年 大竹英雄 2-1 坂田栄男
7. 1968年 大竹英雄 2-1 大平修三

## 記録
- 最多優勝 4期 坂田栄男
- 最多連覇 4期 坂田栄男

## 日本棋院最高段者トーナメント戦
1951年から58年まで4期行われた。
- 主催 新聞囲碁連盟
- 決勝は、第1期は三番勝負、第2期以降は一番勝負
- コミは4目半

### 歴代優勝者と決勝戦
（左が優勝者）
1. 1951年 坂田栄男 2-0 細川千仭
2. 1952年 島村俊宏 - 村島誼紀
3. 1955年 宮下秀洋 - 島村俊宏
4. 1958年 島村俊宏 - 前田陳爾